# Svinia
Svinia (hongarès: Szinye) és un poble d'Eslovàquia oriental aproximadament a 8 oest de km de Prešov. Tenia 1.500 persones el 2005 i el poble cobreix una àrea de 14.734 km².
Són dos poblaments similars, un habitat per eslovacs i l'altre per gitanos. El poble Svinia gitano va ser visitat i "descobert" per antropòlegs canadencs el 1993, i va ser el tema de la pel·lícula documental The Gypsies of Svinia. L'equip va quedar impressionat de les terribles i insalubres condicions de vida, i el 100% d'atur, i la profunda divisió racial entre la Svinia blanca i la Svinia gitana. Svinia des d'aleshores és coneguda a Europa i ha estat tema d'estudis, llibres i pel·lícules. Des dels anys 1990 s'han posat en marxa projectes internacionals per millorar vida dels gitanos a Svinia.

## Història
La primera referència escrita de la vila data del 1249.

## Demografia
| Godina             | 1994 | 2004    | 2014    | 2024    |
| ------------------ | ---- | ------- | ------- | ------- |
| Nombre de persones | 1159 | 1452    | 2086    | 2673    |
| Diferència         |      | +25,28% | +43,66% | +28,13% |

| Godina             | 2023 | 2024   |
| ------------------ | ---- | ------ |
| Nombre de persones | 2566 | 2673   |
| Diferència         |      | +4,16% |